# 민주주의 2.0
민주주의 2.0은 노무현 대한민국 전 대통령이 개설한 토론 웹사이트이다. 2008년 9월 18일에 오픈하였다.

## 개설 취지
사이트 개설자인 노 전 대통령은 개설 인사말에서 "자유롭게 대화하되, 깊이있는 대화가 이루어지는 시민공간을 만들어보자"는 것이 개설 취지이며, "개방, 공유, 참여의 웹 2.0의 정신에 책임이라는 가치를 더해 민주주의 2.0의 운영원칙으로 삼았으면 한다"고 밝혔다.

## 내용
이 사이트는 시민들이 모여서 다른 주제에 대해 토론을 하는 형식으로 구성되어 있다. 모든 토론의 형식이나 진행, 시스템 등은 회원 참여에 의해 결정된다. 사이트의 취지를 '시민들이 참여하는 새로운 온라인 토론공간을 지향한다.'라고 표방하고 있다. 회원이 쓴 글은 자유롭게 퍼갈 수 있으며, 자유롭게 의견을 제시할 수 있다.

## 비판
윤상현 한나라당 대변인은 "앞으로 걱정되는 것이 특정세력의 여론왜곡 국민 선동이 심히 우려된다며 봉하마을표 아고라 짝퉁이 되지 않도록 성숙한 국가원로의 모습을 보여주셔야 한다."고 일침을 가했다. 한나라당 이명규 의원은 "사실상의 사이버 정치 복귀 선언이자, 사이버 대통령으로 군림하려는 것"이라며 비난했다. 한겨레는 “지금 시점에서 전직 대통령이 직접 토론사이트를 개설해 운영하는 건, 민주주의 발전에 도움을 주기보다는 오히려 불필요한 논란을 확산시키며 정치적 ‘반목과 대립’만 심화시킬 가능성이 높다는 점을 우려하지 않을 수 없다”고 주장했다. 또한 “전직 대통령이라고 해서 표현의 자유를 제한할 수는 없다. 노 전 대통령 말대로, 민주주의에 긴요한 시민 토론을 활성화하기 위해 애쓴다면 그걸 탓할 이유는 없다”면서도 “전직 대통령이 직접 나서 세 결집의 한복판에 서 있는 듯한 모습을 보이는 건 적절치 않다”고 지적했다. 이러한 비판이 있었지만 노 전 대통령은 ' 노공이산 ' 이란 아이디로 활동할 예정이지만 토론에는 직접 참여하지 않고 정치적 언급도 최대한 자제할 방침인 것으로 밝혔다.